# Pilea goudotiana
Pilea goudotiana är en nässelväxtart som beskrevs av Hugh Algernon Weddell. Pilea goudotiana ingår i släktet pileor, och familjen nässelväxter. Inga underarter finns listade i Catalogue of Life.